# Друга битка за Атлантик
Друга битка за Атлантик је била најдужа непрестана војна кампања у Другом светском рату, која је трајала од 1939. до пораза Немачке 1945. године. У својој сржи битка је представљала савезничку поморску блокаду Немачке, објављене један дан након избијања рата, и потоњу немачку контра-блокаду. Врхунац битке је био од средине 1940. до краја 1943. Друга битка за Атлантик је укрстила са једне стране подморнице и друге ратне бродове Кригсмаринеа и авионе Луфтвафеа против Краљевске морнарице, Краљевске канадске морнарице и савезничких трговачких бродова. Конвоји, који су углавном долазили из Северне Америке који су ишли за Уједињено Краљевство и Совјетски Савез, су били под заштитом британске и канадске морнарице и ваздухопловства. Тим снагама су се придружили бродови и авиони САД почевши од 13. септембра 1941. Немцима су се придружиле подморнице Италијанске краљевске морнарице, након што је Краљевина Италија ступила у рат 10. јуна 1940.
Као острвска држава, Уједињено Краљевство је било изузетно зависно од увозне робе. Британија је захтевала више од милион тона увезеног материјала недељено само да би могла да преживи и да се бори. У суштини, друга битка за Атлантик је био сукоб тонажа; Савезници су се борили да снабдевају Британију, а силе Осовине су покушавале да прекину пловидбу трговачке морнарице која је омогућила Британији да настави да се бори. Од 1942. Немци су такође покушавали да спрече нагомилавање савезничких залиха и опреме која је била у сврху припрема за инвазију окупиране Европе. Пораз претње од немачких подморница је био предуслов за протеривање Немаца. Исход битке је био стратегијска победника Савезника; немачка блокада је пропала, али по високој цени: 3500 трговачких и 175 ратних бродова је потопљено уз губитак од 783 подморнице.
Израз битка за Атлантик је сковао Винстон Черчил у фебруару 1941. Кампања је почела одмах по отпочињању рата у Европи и трајала је шест година. Укључивала је бише од 100 битака око конвоја и можда 1000 сусрета са једним бродом, на бојишту које се простирало хиљадама квадратних километара океана. Ратна срећа се мењала константно како је једна или друга стицала предност, како су нова оружја, тактике, противмере и опрема развијане од обе стране. Савезници су постепено стицали предност, поразивши немачке површинске бродове до краја 1942. и подморнице до половине 1942, мада су губици услед дејства подморница дешавали до краја рата.

## Значај Атлантског ратишта
За Велику Британију, као острвску државу, Атлантик је био од великог економско-стратегијског значаја. Од сигурности атлантских поморских комуникација зависила је егзистенција и слобода Велике Британије, јер је она преко Атлантика одржавала везу са прекоморским доминионима и колонијама, снабдевала се производима, индустријским и стратегијским сировинама. Зато је Велика Британија обраћала нарочиту пажњу развоју своје морнарице, а у последње време и развоју авијације, које су имале задатак да обезбеде заштиту њених поморских комуникација и одбрану њених обала.
За Француску Атлантик није имао толики значај као за Британију; она је преко њега одржавала везу са својим колонијама у западној Африци, западном Атлантику, са САД и другим прекоморским државама.
Немачку је Атлантик интересовао првенствено као ратиште на коме се једном од њених противника, Великој Британији, могао задати смртни ударац. Због британске надмоћности на мору, Немачка није могла да рачуна на неко значајније снабдевање стратегијским сировинама из прекоморских земаља. Осим тога, излаз на Атлантик био је за њу могућ само преко Северног мора и кроз Ламанш, али је ове путеве контролисала британска и француска ратна флота. Неповољан стратегијски положај Немачке, и њена изложеност савезничкој поморској блокади, смањивали су оперативне могућности њене ратне морнарице. Због тога су Немци тежили да освајањем нових обала отворе својој флоти излаз на Атлантик и тиме јој створе повољније услове за деловање. Да би поправила свој положај и избегла теже последице поморске блокаде, Немачка је и у предратном периоду предузела неке мере: реорганизовала је своју привреду у циљу смањења увоза, а уговорима са СССР, Италијом, скандинавским и балканским земљама, обезбедила је увоз потребних сировина и разних других артикала. Међутим, кључни стратегијски положаји у бици за Атлантик били су или у британско-француским или у рукама земаља наклоњених Савезницима, са изузетком Канарских острва која су припадала Шпанији. То је за Немачку имало неповољан утицај на ток и крајњи резултат битке за Атлантик.

## Ратне припреме, планови, организација и снаге
Немачка морнарица је почела интензивну припрему за рат тек 1935. године, после отказивања Версајског уговора и закључења британско-немачког поморског уговора. Крајем маја 1938. године Хитлер је наредио команданту морнарице, адмиралу Редеру, да убрза изградњу бојних бродова Tirpitz и Bismarck и да изради план за развој немачке морнарице, како би се постигао паритет са Великом Британијом. Према тзв.“Плану Z“, који је израђен у фебруару 1939. године, немачка флота би до почетка 1948. године имала: 10 бојних бродова, 12 бојних крсташа, 3 џепна бојна брода, 4 носача авиона, 5 тешких крстарица, 44 лаке крстарице, 68 разарача, 90 торпиљарки и торпедних чамаца и 249 подморница разних типова. 28. априла 1939. године Немачка је отказала британско-немачки поморски уговор од 1935. године, и тиме отклонила сметње за развој своје морнарице. Међутим, због избијања рата, овај дугорочни програм изградње бродова морао је бити замењен новим скраћеним програмом у коме је тежиште стављено на изградњу подморница.
Тек пред рат, из јединица добијених из састава немачког ваздухопловства, немачка ратна морнарица је образовала морнаричку авијацију (око 220 авиона и хидроавиона). Сем тога, за полагање мина и за напад на британски поморски саобраћај било је предвиђено 6 бомбардерских група Heinkel He-111. Носаче авиона немачка ратна морнарица није имала.
На основу Хитлеровог наређења од 10. маја 1939. године, Немци су почели да разрађују план за евентуалну употребу морнарице у рату. Због недовољне јачине, морнарица је добила претежно дефанзивне задатке: да штити немачке обале; да брани сопствене а напада савезничке поморске комуникације; да повремено врши испаде у Северно море ради ометања поморске блокаде и везивања британске Домовинске флоте; да поставља дефанзивна и офанзивна минска поља и да подржава копнене и ваздухопловне операције дуж обале. Задаци авијације су били: извиђање и контрола британских острва и данских мореуза; напади на противничке поморске снаге на мору и у поморским базама; постављање мина испред британских обала; ваздушна одбрана немачких територијалних вода и поморских база.
Британски и француски поморски саобраћај требало је ометати појединачним или групним препадима подморница, ратних бродова, помоћних крстарица и авиона, као и полагањем мина. При томе су подморнице имале најважнију улогу - вођење подморничког рата против противничких трговачких бродова, док су ратни бродови, а нарочито помоћне крстарице, имали задатак да врше диверзије, да би изазвали поделу и растурање британско-француских поморских снага и олакшавали рад немачким подморницама. За извршење овог задатка предвиђена су 2 џепна бојна брода (Deutschland и Graf Spee) и три флотиле са 22 подморнице. Напади на пристаништа и поморске базе препуштени су авијацији.
Ратна организација немачке морнарице била је прилагођена потребама вођења борбе на два фронта, западном и источном. Поморске снаге биле су подељене на западну флоту у Северном мору и источну флоту у Балтичком мору чији су команданти имали седиште у Вилхелмсхафену (Wilhelmshaven) и Свинеминду (Swinemunde), касније у Килу.
Британска морнарица је, као и немачка, започела припрему за рат са знатним закашњењем. Према новом програму од 1936. предвиђена је изградња 5 бојних бродова, 6 носача авиона, 19 крстарица, 32 разарача, 20 ескортних разарача, 11 подморница, 40 миноловаца и 4 брза минополагача. Већи део ових бродова завршен је тек по избијању рата, што је за Велику Британију имало неугодне последице, нарочито због недостатка ескортних бродова. Поред тога, морнарица није била довољно припремљена за одбрану од напада из ваздуха, али је у односу на немачку морнарицу, имала два значајна техничко-тактичка преимућства: савршенији радар и ASDIC.
1. јуна 1939. године британска ратна морнарица формирала је специјалну секцију која је имала задатак да планира и организује наоружавање целокупне британске трговачке морнарице. Она је у сарадњи са Министарством поморства и сопственицима трговачких бродова, поделила расположиво противподморничко и противавионско наоружање трговачким бродовима чија је посада обучена за употребу овог наоружања. 26. августа је британски Адмиралитет преузео контролу над свим британским трговачким бродовима и старао се о организацији конвоја и њиховој заштити, али је наоружање трговачких бродова отпочело тек 4. септембра 1939. године, када су почеле акције немачких подморница. За борбу против подморница у обалским водама предвиђен је велики број рибарских бродова који су после избијања рата мобилисани.
Морнаричка авијација бројала је око 300 авиона и хидроавиона; сачињавали су је апарати укрцани на носачима авиона и хидроавиони на бродовима. За садејство са морнарицом било је предвиђено 194 авиона који су припадали тзв. Обалској команди; половином априла 1941, ова команда, дотад подређена РАФ-у, ушла је у састав морнарице.
Британски ратни план почивао је на претпоставци да ће британска морнарица имати одмах као противнике и немачку и италијанску флоту, док се улазак Јапана у рат очекивао касније. На основу плана који је одобрен 30. јануара 1939. године, британска морнарица је добила следеће задатке: заштита британских острва и поморских комуникација; пребацивање експедиционих снага у Француску; поморска блокада Немачке; повремене тактичке офанзивне акције; постављање дефанзивних и офанзивних минских поља и садејство копненим и ваздухопловним снагама.
Британско ваздухопловство имало је задатак: да обалском авијацијом врши извиђање на мору; да напада немачке подморнице и површинске бродове; да полаже мине; да садејствује морнарици у заштити британских територијалних вода и обале; да штити британске конвоје у границама свог рејона дејства; да ловачком авијацијом штити поморске базе, пристаништа и обалску пловидбу, а бомбардерском авијацијом врши нападе на немачку ратну флоту, поморске базе и бродоградилишта.
Британска морнарица није имала довољно снага да обезбеди пловидбу великог броја (око 3.000) бродова на свим комуникацијама. Због тога је Адмиралитет одлучио да обезбеђује конвоје само у обалским водама и тзв. жаришним зонама где се стицало неколико комуникација и где је саобраћај био веома жив. Конвоји који су пловили дуж источне обале били би заштићени минским пољима; канал Ламанш и улаз у Ирско море са запада штитила би тзв. Каналска ескадра (ChannelForce — 2 бојна брода, 2 носача авиона, 3 крстарице) која је базирала у Портланду, док би источни улаз у Ламанш био затворен минским пољем положеним код Довера. За борбу са лаким немачким снагама које би покушале да оперишу у јужном делу Северног мора издвојено је из састава Домовинске флоте 2 крстарице и 9 разарача и пребазирано у Хамбер (Humber); ове снаге су биле под непосредном командом Адмиралитета. Северне улазе у Атлантик, између Фарских острва и Исланда и Дански пролаз (између Исланда и Гренланда), контролисала би тзв. Северна патрола која се састојала од крстарица и тролера (trawlers). Обезбеђење обалске пловидбе у Ламаншу и дуж источне обале поверено је поморским командама у Нору (Nore, ушће Темзе), Портсмауту и Розајту. За бродове који би долазили са запада (ако не возе у конвоју) одређивали би се правци за приближавање домаћим водама. Њих је контролисала авијацијом и поморским снагама Команда западних прилаза са седиштем у Плимуту. Неколико поморских команди - за северни Атлантик (Фритаун), за Западну Индију (Бермуда), Индију (Цејлон) и Кину (СингапуриХонгконг) сходно својој јачини, преузело је и део одговорности за обезбеђење саобраћаја. Сви трговачки бродови требало је да буду наоружани противавионским и противподморничким наоружањем.
Блокада Немачке спроводила би се контролом улаза у Северно и Средоземно море. Предвиђено је да се контролне базе успоставе на Оркнијским острвима, Даунсу (Downs), Гибралтару, Малти, Хаифи и Адену. У блокади је требало да учествују и подморнице, ближе немачкој обали, и авијација која би стално патролирала између Шкотске и Норвешке, с тим што би последњих 60 миља уз норвешку обалу, због недовољног акционог радијуса авијације, контролисало пет подморница.
Британска ратна морнарица била је подељена на Домовинску флоту (Home Fleet) у базама на британским острвима, Средоземну флоту у базама на Средоземљу, и Флоту Далеког истока, у базама на Далеком истоку. Захваљујући повољном војно-географском положају, Домовинска флота је била у могућности да с британских острва контролише све немачке поморске путеве и да примени стратегију ишчекивања (wait and see), не упуштајући се у одлучну поморску битку у близини немачке обале.
Француска морнарица, која је тек 1939. године отпочела пренаоружавање, ступила је у рат са знатним бројем старијих бродова. Поред тога, закаснила је и с применом радара и апарата за откривање подморница. У флоти се осећао недостатак носача авиона. Француска је свог главног будућег противника гледала у Италији, па се и у изградњи своје морнарице равнала према јачини италијанске флоте која није имала носаче авиона.
Морнаричка авијација је имала 353 авиона и хидроавиона, а било је предвиђено да и око 80 авиона из састава ваздухопловства, али већим делом застарелих, дејствује за потребе морнарице.
Ратна морнарица добила је следеће задатке: да брани француску атлантску обалу, да садејствује британској морнарици у блокади Немачке у Северном мору и Ламаншу; да штити комуникације у зони источног Атлантика, као и дуж обала јужне Европе и западне Африке; и да осигурава француске војне конвоје од северне и западне Африке. Према споразуму са Британцима, Французи су преузели контролу и над западним басеном Средоземног мора. У складу са постављеним задацима биле су формиране 3 посебне флоте: Атлантска - са базама у Ламаншу, западној Француској, западној Африци и западном Атлантику; Средоземна - са базама у Средоземљу и Флота Далеког истока са базама на Далеком истоку. Поред тога, предвиђено је да се образује и неколико поморских команди (у Денкерку, Бресту, Фор де Франсу на Мартинику и у Казабланци), са задатком да бране обалу, да организују заштиту конвоја и да одговарају за општу сигурност у својој зони операције. Свака од ових команди располагала је лаким поморским, ваздухопловним и обалским јединицама. За офанзивне акције на Атлантику, ради проналаска и уништења немачких крстарица, била је предвиђена и једна офанзивна група (са базом у Бресту) од 2 бојна брода, 1 носача авиона, 3 крстарице и 10 разарача.
Међународна политичка ситуација у августу 1939. јасно је наговештавала да је оружани сукоб у Европи неизбежан. Немачка је извршила тајну мобилизацију својих поморских снага и у времену од 19. до 25. августа пребацила у Атлантик џепне бојне бродове Deutschland и Graf Spee, као и 11 океанских подморница. Бојни брод Deutschland са помоћним бродом Westerwald заузео је очекујући положај у северном, а брод Graf Spee са помоћним бродом Altmark у јужном Атлантику, док су подморнице распоређене на западним прилазима британских острва. Истовремено су 22 обалске подморнице испловиле у Северно море.
Западне силе су такође извршиле тајну мобилизацију својих поморских снага и предузеле припреме за осигурање комуникација, блокаду Немачке и за одбрану својих обала.

## Ток операција до капитулације Француске (3. септембар 1939 - 25. јун 1940)
Одмах по избијању рата немачке подморнице су започеле нападе против британског саобраћаја, а Велика Британија је објавила поморску блокаду Немачке и предузела прве мере за заштиту поморских комуникација и одбрану својих обала. У том циљу, подморничке патроле заузеле су одређене положаје испред немачких обала и база, као и пред норвешком обалом. Авијација је започела извиђање, а поморске снаге из базе у Хамберу отпочеле су крстарење у јужном делу Северног мора, док је главнина Домовинске флоте предузела крстарење између британских острва и Исланда да би пресретала немачке бродове, контролисала северне пролазе у Атлантик и давала подршку лаким патролним снагама. 6. септембра ступила је у дејство Северна патрола, јачине 7 старих крстарица, па се Домовинска флота повукла у базу.
Важан и хитан задатак који је британска морнарица обавила на почетку рата био је пребацивање експедиционих снага у Француску, а касније и његово снабдевање; задатак је обављен без икаквих губитака, јер Немци нису ничим ометали његово извршење, сем полагањем мина код Довера и у Вејмутском заливу, где се укрцавање трупа није ни вршило.
5. септембра 1939. САД су образовале тзв. „Неутралну патролу“ (Neutrality patrol) која би спречавала зараћене стране да воде поморске операције у водама западне хемисфере. 2. октобра 1939, на Панамеричкој конференцији у Панами, издата је декларација о неутралности америчких држава и опоменуте су зараћене стране да не воде ратне операције у зони око 555 km (345 mi) поред обале Северне и Јужне Америке. Хитлер је издао наређење да се поштује ова зона неутралности јер није хтео да изазива САД, али су команданти немачких бродова и подморница ипак продирали у њу и тамо нападали трговачке бродове.
У циљу заштите поморских комуникација, Савезници су одмах, после објаве рата, наредили да се поморски саобраћај преко Атлантика врши само северним правцем: британска острва - Канада или САД, и јужним правцем: Гибралтар - Фритаун - Јужна Америка или Јужни Атлантик. Сем тога, трговачки бродови су наоружани и кретали су се у заштићеним конвојима. Блиска противподморничка заштита конвоја састојала се од једног или више ратних бродова (ескортни разарачи и др.), док су посредну заштиту вршиле јаче поморске јединице (бојни бродови, крстарице и носачи авиона), које су патролирале у осетљивим подручјима и указивале помоћ нападнутим конвојима. Противавионску одбрану конвоја вршила је британска авијација у границама свог радијуса дејства, а сем тога сви ескортни и трговачки бродови добили су противавионско наоружање.
На западним прилазима британских острва била су одређена два поморска пута за бродове који долазе из Атлантика (и обратно): северно од Ирске (северозападни прилаз), и јужно од Ирске (југозападни прилаз). На овим прилазним путевима предузета је пратња долазећих и одлазећих конвоја.
Немачке подморнице отпочеле су нападе 3. септембра 1938. када је подморница U-30 потопила британски путнички брод Athenia. После овога Хитлер је забранио потапање трговачких бродова и наредио да се подморнички рат води по одредбама међународног ратног права, вероватно с намером да Велику Британију и Француску, после освајања Пољске, приволи на мир. Истовремено је наредио да се ниједан француски ратни и путнички брод не напада, чак и онда када плови у конвоју, али је накнадно, 24. септембра, одобрио да се напади врше и на француске ратне, путничке и трговачке бродове, и да се сви бродови који плове дуж француске обале могу торпедовати без опомене. У времену од 23. септембра до 17. новембра 1939. Немачка је знатно пооштрила мере у погледу потапања противничких бродова и отпочела да води неограничени подморнички рат, нападајући чак и трговачке бродове неутралних држава који плове у правцу британских и француских пристаништа или транспортују материјал намењен Британцима и Французима, изузимајући само бродове Италије, Шпаније, Совјетског Савеза и Јапана.
У периоду септембар-децембар 1939. немачке подморнице су ограничиле своја дејства на обалске воде и западне прилазе британским острвима. 12. септембра, на 199 миља западно од Ирске, потопљен је британски носач авиона HMS Courageous са 518 чланова посаде. Највећи успех постигла је подморница U-47 која је продрла у британску луку Скапа Флоу и 14. октобра потопила стари бојни брод HMS Royal Oak, а потом се неометано вратила у Немачку.
У овом периоду подморнице су дејствовале дању из зароњеног стања, али су већ у новембру биле принуђене да пређу на ноћне нападе са површине да би на тај начин умањиле ефикасност уређаја за откривање подморница, а с друге стране ноћу није било опасности од британске авијације.
Почетком 1940. немачке подморнице су продужиле неограничени подморнички рат (само су били поштеђени бродови САД, Италије, Шпаније, Совјетског Савеза и Јапана). У јануару и фебруару зона неограниченог подморничког рата проширена је неколико пута, тако да је крајем фебруара обухватила целокупну линију источне обале британских острва и југозападне прилазе до 10° 30’ западне дужине и цело Ирско море. Истовремено је зона дејства немачких подморница проширена на Северно море, ради напада на конвоје за Норвешку и на југ до португалске обале, ради дејства против конвоја на правцу Гибралтара. Стога је у јануару и фебруару повећан број потопљених бродова. Међутим, захваљујући томе што је помоћу патрола обалске авијације стално пратио кретање немачких подморница, британски Адмиралитет је био у могућности да организује лов на подморнице за време њиховог пролаза у Атлантик. Ове патроле проналазиле су и пратиле оне немачке бродове и подморнице који су покушавали да се пробију из Северног мора у Атлантик. Њихов се број стално повећавао, тако да је најзад 18. група обалске авијације добила једини задатак да проналази и напада дубинским бомбама немачке подморнице при њиховом пролазу кроз Северно море, док је 15. група ове авијације служила искључиво за пратњу конвоја. Дејство немачких подморница на поморске комуникације у периоду март-мај знатно је било смањено ради припрема и извођења напада на Норвешку. У току маја Савезници су ојачали противподморничку одбрану јер су увели нове корвете за пратњу конвоја и продужили заштитну зону до 15° западне дужине односно 200 миља западно од Ирске.
У току јуна немачке подморнице ангажоване су у циљу ометања евакуације британско-француских снага из Денкерка и других француских лука. С друге стране, због концентрације британских лаких поморских снага у Ламаншу, знатно је ослабљена заштита њихових конвоја у западним прилазима, тако да је у овом месецу потопљено 58 бродова са 284.113 тона.
Напади немачких подморница у првој етапи рата (септембар 1939 - јун 1940) нису дали очекиване резултате. Главни разлози за то били су: недовољан број подморница (нарочито оних с већим радијусом дејства) и ефикасна противничка противподморничка одбрана (организација конвоја, појачана заштита конвоја јединицама ратне морнарице и авијације). Од почетка рата до капитулације Француске, немачке подморнице потопиле су 300 трговачких бродова са 1.136.926 тона, уз губитак 24 подморнице.
Употреба мина отпочела је 3. септембра 1939. године. Немци су објавили да су поставили минско поље у Северном мору испред Хелголандског залива, дужине 180 миља и ширине 60 миља. Сутрадан су и Британци објавили своје минско поље у Хелголандском заливу, које се делимично поклапало са немачким минским пољем. На тај начин, излаз из Хелголандског залива знатно је померен на север.
Од 3—10. септембра пролаз код Довера био је затворен минском препреком, с циљем да се немачким подморницама и површинским бродовима онемогући продор у Ламанш и тиме заштити транспортовање британских експедиционих снага и материјала у Француску, као и трговачки конвоји дуж обале и на југозападним прилазима британским острвима. 23. септембра је британска влада издала обавештење о постављању минског поља дуж источне британске обале, између ушћа р. Хамбера и Таине (Tyne). У децембру је то поље продужено дуж читаве источне обале острва.
У октобру су Немци испред британских острва, поред контактних мина, постављали и магнетске мине, које су потопиле 19 разних бродова са 59.027 тона. У новембру је број положених магнетских мина знатно повећан, тако да је скоро затворен пролаз Темзом и онемогућен поморски саобраћај с Лондоном, док је поморски саобраћај на Северном мору био отежан због великог броја лутајућих мина које су нанеле велике губитке бродовима, нарочито у јужном делу Северног мора. У децембру је тежиште полагања мина пренето са ушћа Темзе на уске канале испред источне обале, али је ефекат напада био нешто мањи због недостатка магнетских мина. 4. децембра је британски бојни брод Nelson при улазу у базу Лох Ив (LochEve) наишао на магнетску мину и услед оштећења остао ван употребе више месеци. Ноћу 12/13. децембра 5 немачких разарача, подржаваних с 3 лаке крстарице, положило је контактне мине испред ушћа реке Тајне.
Почетком 1940. године немачки површински бродови, подморнице и авиони продужили су да постављају магнетске и контактне мине. Тако су немачки разарачи у јануару поставили широка минска поља испред источне обале и на прилазима Темзи, док су подморнице полагале мине испред важнијих британских поморских база. И у току следећа 4 месеца Немци су полагали мине испред британских обала и база, а нарочито у току јуна, у каналу Ламаншу, где је вршена евакуација снага из Денкерка и других француских лука, тако да су у овом месецу потопљена 22 брода са 86 076 тона. Чишћење магнетских мина ишло је врло споро због недостатка ефикасних средстава. Тек 28. марта 1940. године успешно су употребљена 4 противминска брода (преправљени рибарски бродови), а затим је издат налог да се опреми још 70 бродова за ове задатке. Истовремено је на прилазима Темзи предузето чишћење мина помоћу авиона, које је дало добре резултате. На тај начин знатно је смањена опасност од магнетских мина.
Поред положеног минског поља у Хелголандском заливу Британци су 8. априла 1940. године положили и два минска поља у норвешким водама, ради спречавања транспорта шведске гвоздене руде преко Нарвика у Немачку. Полагање мина вршиле су углавном лаке поморске јединице (разарачи и подморнице). Тек у априлу 1940. године неколико сквадрона бомбардерске авијације положило је мине на ушћу Елбе, у Категату, Белту, Килском каналу и западном делу Балтика. Почев од априла, и обалска авијација је полагала мине на ушћу р. Везера (Weser) и Емса. Тако су у априлу и мају положене из авиона 263 мине и потопљена су 24 брода са 33.635 тона, док је у исто време изгубљено само 10 авиона. Полагање мина из авиона обустављено је после немачког напада на Западном фронту.
Немачка авијација отпочела је да извиђа и напада савезничке поморске комуникације тек у октобру, сходно директиви немачке Врховне команде од 9. октобра 1939. године. Захваљујући ваздушном извиђању Немци су могли пратити кретање конвоја и стање у савезничким поморским базама. Поред тога немачка авијација је постављала минска поља (магнетске мине) испред лука на британској обали и у каналу Ламаншу. Најзад, она је успешно бомбардовала британске поморске базе и пристаништа.
У циљу смањења дејства немачке авијације, Савезници су организовали противавионску заштиту својих конвоја у територијалним водама и на прилазима британским острвима до даљине 200 миља (радијус дејства ловачких авиона обалске авијације). Поред тога, сви ескортни и трговачки бродови добили су пав оруђе. Међутим, противавионска заштита конвоја наишла је у почетку на знатне тешкоће: врло мали радијус дејства ловачке авијације, недовољно искуство, тешкоће око одржавања везе између ловачких авиона и конвоја, тако да су авиони најчешће стизали касноу угрожену зону или уопште нису могли дејствовати услед ограниченог радијуса дејства. Због тога је крајем фебруара 1940. године одлучено да ловачка авијација обезбеди сталну пратњу конвоја у обалским водама, што је дало добре резултате и отежало немачке нападе на конвоје. Да би се колико-толико отклонио недостатак у противавионским оруђима на трговачким бродовима, командни мост је заштићен пластичним оклопом, подизани су запречни балони и змајеви, паљене су лажне ватре, итд.
Од почетка рата до капитулације Француске, немачка авијација успела је да уништи 107 трговачких бродова са 313.139 тона. Овај успех постигнут је захваљујући слабој организацији противваздушне одбране савезничких конвоја, поморских база и пристаништа и недовољном учешћу савезничке ловачке авијације; сем тога британски Адмиралитет је пре рата сматрао да ће противавионска оруђа на бродовима и на обали бити довољна да одбију све нападе из ваздуха, тако да су тек у августу 1939. године предузете мере за организацију ПВО поморских циљева помоћу ловачке авијације (али те мере нису потпуно спроведене ни до јуна 1940. године).
Немачки ратни бродови ступили су у дејство 26. септембра 1939. године када је Хитлер наредио да џепни бојни бродови Deutschland и Graf Spee (који су пред рат послати на Атлантик) предузму крстарење по Атлантику и нападају савезничке конвоје.
Дејство ових немачких бродова по Атлантику принудило је Савезнике да одреде осам гонећих група од укупно 20 бродова (1 бојни брод, 3 носача авиона и 16 крстарица), док је британска Домовинска флота за посредну заштиту важнијих конвоја на северном Атлантику употребила неколико бојних бродова и крстарица и 1 носач авиона.
Пошто је у току октобра на северном Атлантику, између Азорских острва и америчке обале, потопио два брода, Немачки брод Deutschland је 15. новембра 1939. године враћен у Немачку и тамо преименован у Lutzow, док је Graf Spee који је око 2 месеца крстарио по јужном Атлантику и Индијском океану, потопио 9 бродова са 50.000 тона. 13. децембра 1939. године код залива Ла Плата, одиграла се прва већа битка у рату на мору, када се Graf Spee сукобио са британским крстарицама Exeter, Ajax и Achilles. После борбе, у којој је британска крстарица Exeter била озбиљно оштећена, немачки брод Graf Spee (такође оштећен) био је принуђен да се склони у уругвајску луку Монтевидео, где је остао 72 часа, а потом, 17. децембра, испловио. Верујући да га очекују знатно надмоћније снаге, командант је дигао брод у ваздух, а потом извршио самоубиство.
На краткотрајном крстарењу од 21. до 27. новембра 1939. немачки бојни бродови Scharnhorst и Gneisenau потопили су 23. новембра у северном Атлантику, британску помоћну крстарицу Rawalpindi, а затим се вратили у своју базу, избегавши сукоб с британском Домовинском флотом.
У времену од 4. до 9. јуна 1940. године немачки бојни бродови Scharnhorst и Gneisenau извршили су поново крстарење по северном делу Норвешког мора (операција Juno) с циљем да нападну британску флоту у области Нарвика и конвоје који су вршили евакуацију непријатељских трупа. Они су том приликом потопили британски носач авиона Glorious, 2 разарача и 2 теретна брода. Од почетка рата до капитулације Француске, немачке крстарице и ратни бродови потопили су у Атлантику 18 бродова са 88.604 тона.
У пролеће 1940. године Немци су упутили у Атлантик 5 помоћних крстарица (наоружаних трговачких бродова) ради напада на противничке конвоје. Ове крстарице потопиле су (до капитулације Француске) само 6 трговачких бродова са 40.631 тона.
Напади подморницама, крстарицама, авионима и минама на поморске комуникације дали су најбоље резултате у првим месецима рата, када још нису били потпуно организовани конвоји и њихова одбрана од напада са мора и из ваздуха. Уколико се побољшавала заштита конвоја утолико је и ефикасност немачких напада смањивана, а тиме и губици противничких бродова.
Међутим, у пролеће 1940. године Немци су употребили већи број подморница, авиона и мина и отпочели нападе торпедним чамцима, те су постигли још веће успехе и поред побољшања савезничке противподморничке одбране, што је свакако последица савезничких неуспеха у Норвешкој и на Западном фронту и евакуације британских снага из Француске. И поред великих губитака у трговачком бродовљу Савезници су успели да одрже поморски саобраћај на Атлантику и тиме осигурају дотур потребних материјалних средстава неопходних за вођење рата и снабдевање становништва.
Авијација је у току ове етапе имала знатан утицај на ток и резултат битке за Атлантик. Авијација је била незаменљива не само при извиђању (нарочито за проналажење и праћење конвоја и подморница) него и при нападу на конвоје, површинске бродове, подморнице, подморничке базе и пристаништа. Авион се показао као најопаснији противник конвоја. Међутим, учешће авијације на Атлантику било је знатно ограничено услед малог радијуса дејства расположивих авиона. У току ових операција утврђено је да је ПВО ратних бродова, поморских база и конвоја била недовољна, тако да се за то морала ангажовати и авијација са носача и база на копну. Ово је изазвало потребу за повећањем броја носача авиона и ПВО бродова (крстарица и других) у саставу ратне морнарице.

## Ток операција од капитулације Француске до Немачког напада на СССР (25. јун 1940 - 22. јун 1941)
После капитулације Француске стратегијска ситуација изменила се у корист Немачке. Из борбе су били избачени скоро сви дотадашњи немачки противници у Европи, а Италија је ступила у рат на њену страну. Према Немачкој је остала још само Велика Британија, ослабљена поразом у Француској. Окупацијом Француске, немачке снаге су избиле на атлантску обалу и на Ламанш; тиме су добиле шире могућности за угрожавање комуникација на Атлантику и за неутралисање британске блокаде у Северном мору. Немачка је сада била у могућности да на западној француској обали организује своје базе за подморнице, површинске бродове и бомбардере и да знатно повећа њихову зону дејства на Атлантику. Овим је нарочито била угрожена комуникација британска острва - Гибралтар - западна Африка. Поред тога, Немачка је сада била у могућности да својом авијацијом и лаким поморским јединицама контролише сав поморски саобраћај на Ламаншу и на југозападним и источним прилазима британским острвима. Одмах по овладавању француском обалом немачке подморнице су прешле у француске базе у Бресту, Сен Назеру, Лорјену и Палису, док је база у Бордоу одређена за смештај италијанских подморница, чије је учешће у операцијама на Атлантику такође било предвиђено. Истовремено су немачки торпедни чамци и лаке поморске јединице пребачени у поморске базе Холандије, Белгије и Француске и тиме угрозили британски поморски саобраћај у Ламаншу.
С друге стране, Велика Британија је била у врло тешкој стратегијској ситуацији, нарочито стога што није могла да користи поморске и ваздухопловне базе Ирске, које су јој биле неопходне за одбрану јужних и западних прилаза британским острвима. Поред тога, британска морнарица је била знатно ослабљена растурањем својих снага ради заштите прекоморских територија и путева (јужни и западни Атлантик, Средоземље и Далеки исток), као и губицима приликом евакуације из Денкерка. Најзад, британске поморске снаге на Атлантику биле су знатно смањене ангажовањем извесних ратних бродова за одбрану британских острва од немачке инвазије. Поред тога, услед губитка француске флоте и њених поморских база у западној Европи, Атлантику, Средоземљу и Далеком истоку, задаци британске ратне морнарице у заштити поморских комуникација знатно су се повећали. Иако је британска ратна морнарица још била надмоћнија, ипак се налазила у неповољном положају услед надмоћности немачке авијације. Због тога је природно што је између Британије и Немачке настала борба око француске флоте.
Британска влада је успела да на своју страну привуче француске поморске јединице које су се налазиле у Великој Британији, док је ескадра у Александрији, према споразуму са Британцима, остала неутрална до 1943. године када је пришла снагама де Гола. Међутим, француске флотне јединице из Орана (Мерс ел Кебир) и из Дакара остале су верне француској влади из Вишија, па су их Британци напали, потопили један, а оштетили три бојна брода. У вези с тим, француска вишијска влада прекинула је дипломатске односе с Великом Британијом. Пошто француске поморске снаге на Мартинику, Гијани и Антилима нису хтеле да се прикључе Великој Британији и покрету генерала де Гола, то је постигнута сагласност између САД и команданта ових француских поморских снага да ове снаге остану неутралне. Са овом одлуком сложили су се и представници Панамеричке конференције, која је одржана у Хавани јуна 1940. године
Због непосредне опасности од инвазије, заштита британских острва дошла је на прво место у оперативном плану британске морнарице, заштита поморског саобраћаја на друго, а поморска блокада Немачке на треће место.
Заштита поморског саобраћаја имала се продужити на дотадашњи начин, али са знатно смањеним снагама, посто је већи део разарача и других ескортних бродова био ангажован за одбрану британских острва. Поред тога, било је предвиђено да Команда западних прилаза, кад почне инвазија, одмах упути све расположиве ескортне бродове у Ламанш, који би тамо могли стићи у року 1-2 дана.
У циљу заштите поморског саобраћаја, Велика Британија је била принуђена да промени правце својих поморских путева: комуникација Британија - Гибралтар померена је више према западу; саобраћај кроз југозападне прилазе у Ламанш обустављен је, с тим да бродови плове кроз северозападни прилаз, тј. између Северне Ирске и западне Шкотске, а конвоји за источна пристаништа упућивани су северно од Шкотске. Касније, када су конвоји претрпели велике губитке од немачких подморница и бомбардера западно од Рокола (Rockall) и у водама северозападне Ирске, овај атлантски пут померен је још више на север, док је кроз Ламанш обављан само локални обалски саобраћај. Поморски путеви за Лондон и пристаништа источне обале такође су померени северно од Шкотске и заштићени минским пољима.
У циљу заштите јако изложених комуникација на северном, јужном и западном Атлантику, британска флота је била принуђена да појача своје прекоморске команде у Гибралтару, Фритауну и на Бермудима. Нарочито је појачана поморска команда на јужном Атлантику (у Фритауну) због губитка француских база у Дакару и Казабланци, а у северном Атлантику организована је ваздухопловна база на Исланду. Конвоји који су долазили из Америке пратили су канадски разарачи 300-400 миља у правцу истока, а затим их је само једна помоћна крстарица пратила све до зоне где је вршена заштита са британских острва (300 миља западно од Ирске). Конвоји за Гибралтар и јужну Африку имали су у првој етапи локалну пратњу, а даље пратњу од 1-2 ескортна брода, до сусрета са разарачима из Гибралтара, који су конвој преузимали и даље пратили, док су ескортни бродови са британских острва преузимали заштиту конвоја који је пловио из Гибралтара и пратили га до Велике Британије.
Пошто британска ратна морнарица није имала довољно бродова за пратњу конвоја у западним прилазима, то је обалска авијација добила задатак да конвоје штити од напада из ваздуха и да напада немачке подморнице. Ова заштита вршена је ескортним патролама, које су пратиле конвоје и офанзивним патролама, које су тражиле и нападале немачке подморнице. Зона дејства ових патрола над западним прилазима британских острва износила је 926 km (500 nmi) од обале.
Поморска блокада Немачке имала се продужити смањеним снагама, пошто је знатан број крстарица, рибарских бродова, подморница и авиона био ангажован за одбрану британских острва. Поред тога, обалска авијација је осматрала и контролисала око 2 000 км непријатељске обале. За поморску блокаду западне Европе и северне Африке образована је Западна патрола, која је ослабила и иначе недовољне снаге за блокаду северних пролаза (поморски путеви између Енглеске, Норвешке и Исланда).
Немачка морнарица је, у вези Хитлерове одлуке да се изврши десант на британска острва, добила одређене задатке, али ни дејства против британског саобраћаја нису била занемарена.
Операцијске зоне на Атлантском океану и у британским обалским водама Немци су поделили на следећи начин: у Ламаншу и Северном мору авиони, торпедни чамци и мине; западни прилази британских острва - подморнице и авиони; даље према западу - подморнице и бомбардери великог радијуса дејства FW 200; на Атлантском океану - бојни бродови, крстарице и помоћне крстарице.
Немачке подморнице појачале су нападе на британске конвоје, почев од јула 1940, јер су имале погодније базе у Француској и Норвешкој, тако да су од јула до августа 1940. потопиле врло велик број трговачких бродова. Из француских база, подморнице су прошириле своје дејство на запад до 25° западне дужине, тј. ван зоне конвојске заштите са британских острва, а немачки авиони FW 200 са база у Бордоу, трагајући за британским конвојима, крстарили су изнад Атлантика до 15° западне дужине, ван зоне дејства британских ловаца базираних на копну. Кад би открили конвоје, авиони би обавештавали најближе подморнице, а затим и сами нападали. Међутим, британске противподморничке снаге, иако малобројне, постале су много опасније, јер су помоћу подводног електричног локатора откривале присуство подморница. Сем тога, британска авијација ефикасније је штитила конвоје у обалским водама, тако да су немачке подморнице биле приморане да нападају само ноћу.
Хитлер је 17. августа 1940. године објавио тоталну блокаду британских острва и изјавио да ће се сваки неутрални брод који би се појавио у Северном мору, Ламаншу и у зони 250 миља западно од Велике Британије и Ирске бити потопљен без опомене. Зато је Велика Британија, према уговору од 2. септембра 1940. године позајмила од САД 50 разарача, уступивши им зато право да 99 година искоришћавају британске базе у Њуфаундленду, Бермудима, западно-индијским острвима и Британској Гијани, и убрзала изградњу нових бродова за пратњу конвоја (фрегате, корвете и слупови). Поред тога, положена су минска поља испред источне обале Енглеске и Шкотске, затим између Шкотске и Оркнијских, Шетландских и Фарских острва, Исланда и Гренланда.
У септембру је зона дејства немачких подморница проширена даље на запад, али је тежисте њихових, претежно ноћних напада остало на северозападним прилазима британским острвима, мада су истовремено дејствовале и у португалским водама и испред западне Африке.
Ноћни напади подморница на конвоје дали су врло добре резултате, јер противподморничка одбрана није могла да се служи апаратима ASDIC за откривање подморница на површини мора и да користи обалску авијацију. У то време још није била довољно развијена примена радара за откривање подморница.
У октобру су немачке подморнице отпочеле примену групних напада на конвоје, који су дали добре резултате. Овога месеца британска заштитна зона конвоја продужена је 400 миља на запад захваљујући организацији базе у Северној Ирској. У новембру су Италијани употребили 26 подморница за нападе на Атлантику, док су немачке подморнице прошириле своја дејства и на јужни Атлантик, где су потопиле 4 брода и 2 помоћне крстарице. У периоду новембар-децембар акције немачких подморница нису дале очекиване резултате, јер су Британци повећали ескортну пратњу конвоја. Поред тога, рђаво време отежавало је дејство подморница на северном Атлантику, тако да су пренеле тежисте рада у зону испред Португалије и на јужни Атлантик.
Од октобра 1940. године, захваљујући повећању броја подморница, Немци су почели да примењују нову тактику, тзв. „тактику напада у чопору“ (Rudeltaktik). Ова тактика састојала се у концентричном нападу групе (5—9) подморница, које су, дириговане путем радија ка откривеном конвоју, изводиле узастопне ноћне нападе са морске површине, с тим што би се дању држале даље од конвоја. Ови напади извођени су нормално у зони средњег Атлантика, где није било британских извиђачких авиона. Иако су ови напади били врло опасни, тим пре што британска морнарица још није располагала тактичким и техничким противмерама, они ипак нису дали одлучујуће резултате, зато сто су Немци дејствовали са малим бројем (око 30) подморница.
За време главне битке за Велику Британију (август-октобар) тежиште напада немачких подморница и авијације било је усмерено на поморску зону британских острва. Почев од новембра, Немци су тежисте напада пренели на Атлантик, при чему је авијација нападала британске поморске луке и обалску пловидбу, а подморнице - атлантске поморске комуникације. Поред тога, Немци су предузели дипломатску акцију ради увлачења Шпаније у рат. У том циљу они су 12. новембра 1940. издали директиву бр. 18, којом је била предвиђена немачка интервенција на Пиринејском полуострву (план „Felix“), с циљем да се заузме Гибралтар и спречи Велику Британију да заузме Пиринејско полуострво, као и острва у Источном Атлантику (Азори, Мадера, Канарска и Зеленортска острва). Припреме за ову операцију обустављене су 11. децембра 1940. због отпора Шпаније да уђе у рат и због италијанског напада на Грчку.
Почетком 1941. године, због рђавог времена, немачке подморнице су смањиле број напада. Немци су увели у службу два побољшана типа подморница (од 500 тона са радијусом дејства од 11 000 миља и од 800 тона са радијусом дејства од 15 000 миља). И поред тога, ове подморнице нису постигле очекиване успехе, јер је британска флота знатно појачала заштиту поморских комуникација. Наиме, ескортни бродови и авиони добили су радаре за откривање подморница и површинских бродова, као и радиостанице за међусобну везу. Пратња конвоја била је појачана формирањем ескортних група (око 8 бродова), с тим што су у састав сваке групе сразмерно улазиле све расположиве врсте ескортних бродова (разарачи, корвете и рибарски бродови). Заштита од напада подморница побољшана је и ангажовањем авиона већег радијуса дејства, снабдевених радаром, радиоуређајима и већом количином дубинских бомби.
Директивом бр. 23 од 6. фебруара 1941. године немачка Врховна команда је наредила да морнарица и авијација појачају и прошире нападе на британске комуникације (при чему је морнарица имала да напада бродове на мору, а авијација - британска пристаништа, поморске базе и бродоградилишта). Хитлер је 24. фебруара изјавио да ће битка за Атлантик бити готова за 60 дана. Међутим, ни Велика Британија није седела скрштених руку. Она је 6. марта издала директиву којом је предвидела концентрацију свих поморских и ваздухопловних снага ради учешћа у бици за Атлантик, као и офанзиву против немачких подморница и авиона FW200 како на мору и у ваздуху, тако и у њиховим базама, у западној Француској. У вези с тим, обалска авијација знатно је појачана авионима Blenheim, уведени су ескортни бродови са ловцима, а трговачки бродови су добили већи број противавионских топова.
Почетком марта 1941. Немци су предузели појачану офанзиву на конвоје новим подморницама (800 тона), великог радијуса дејства, уз подршку авиона FW200 и Heinkel He-111, примењујући и даље тактику групних напада, која је постала страх и трепет за споре британске конвоје.
На основу закључака британско-америчке конференције од 27. марта 1941. године, САД су одлучиле да, поред својих, штите конвоје Велике Британије, Норвешке, Данске, Холандије, Пољске и Француске. За ову заштиту, оне су, поред постојећих неутралних патрола, образовале специјалне снаге за подршку: 3 групе разарача и 4 сквадрона хидроавиона Catalina. Сем тога, оне су, на основу Закона о зајму и најму (Lend - Lease) дале Британији 10 мањих ескортних бродова.
У мају су, Британци, после успостављања базе на Исланду, знатно појачали ескортну заштиту конвоја у источном делу северног Атлантика и на правцу Гибралтара, што је принудило немачке подморнице да оперишу испред западне Африке или на централном Атлантику. Канадска морнарица је на својој обали образовала истакнуте базе за заштиту конвоја у западном делу Атлантика, а САД су успоставиле базе на Гренланду, Бермудима и Њуфаундленду. Тако је план о непрекидној поморској заштити конвоја кроз северни Атлантик остварен крајем маја, захваљујући новоуспостављеним базама, али је то било доста компликовано, пошто је конвој пролазио кроз зоне четири ескортне групе. Поред тога, побољшана је заштита из ваздуха, јер се пратња авионима са британских острва проширила на запад до 700 миља, са канадске обале 600 миља у правцу истока и са Исланда 400 миља у правцу југа, али је у средини Атлантика остала још једна незаштићена зона ширине 555 km (345 mi). Стална заштита конвоја од напада из ваздуха на правцу Гибралтар - Јужна Африка такође није била осигурана, мада су прекоморске команде у Гибралтару и Фритауну биле појачане хидроавионима.
Иако су им британске противподморничке мере знатно отежале активност и ноћне нападе на северном Атлантику, немачке подморнице су у периоду јануар - јун постигле врло велике успехе, нарочито у водама јужног Атлантика, зато што тамо још није била довољно организована заштита конвоја: потопљена су 263 трговачка брода са 1.451.595 тона. Међутим, већ од јуна, успех подморница се смањује због знатног појачања одбране британских конвоја, као и због немачког напада на СССР, који је изазвао пребацивање извесног броја подморница у Фински залив и Баренцово море. Од капитулације Француске до напада на СССР немачке подморнице су потопиле 548 трговачких бродова са 2.921.983 тоне, уз губитак 18 подморница.
Британске подморнице, које су на почетку ове етапе продужиле патролну службу у Северном мору и испред западне обале Европе, претрпеле су велике губитке, пошто су их Немци брзо откривали, а затим нападали из ваздуха специјалним дубинским бомбама. Када је престала опасност од инвазије, британске подморнице су напустиле патролну службу и добиле задатак да пресрећу немачке подморнице у Бискајском заливу, на Северном мору и на Атлантику и да нападају на немачке ратне и трговачке бродове. Иако су ове подморнице знатно угрозиле обалску пловидбу у Бискајском заливу и Скагераку, оне ипак нису постигле очекиване резултате у борби против немачких подморница.
Употреба мина – Немци су од септембра 1940. године, поред контактних и магнетских мина, употребљавали и акустичке мине, а затим и магнетске мине са успореним дејством. Пошто су Немци постављали комбиновано све врсте мина, искрсле су велике тешкоће при њиховом чишћењу, зато што миноловци нису били опремљени за чишћење свих врста мина, и што Британци нису имали велике брзе миноловце који би пратили конвоје при улазу у обалске воде.
У септембру је полагање мина у Темзи и пред Лондоном предузела 6. ваздухопловна дивизија, специјализована за ову врсту операција. Почетком новембра, у вези са преласком на ваздушни рат изнуравања, немачка авијација је појачала минирање, спуштајући сваке ноћи 50-60 мина дуж источне британске обале, док су разарачи полагали мине у западном, торпедни чамци у централном и источном делу Ламанша. Примена акустичких мина и магнетских мина са успорачем знатно је повећала потапање бродова у периоду октобар-децембар 1940, када су укупно уништена 72 брода са 133 641 тоном. Почетком 1941. губици бродова знатно су смањени захваљујући успешном откривању и уништењу мина, али су Немци у марту опет појачали нападе, употребивши авионе за полагање мина у Темзу, Хамбер и Мерзи. У периоду април-јун 1941. Немци су послали велик број авиона на Балкан и на Источни фронт, те су били приморани да ограниче употребу мина, тако да је број уништених бродова знатно опао. Од капитулације Француске до напада на СССР од немачких мина страдала су 162 брода са 309 548 тона.
У току ове етапе британски бродови и авиони продужили су да полажу минска поља за затварање северних пролаза (Шкотска - Гренланд). У циљу спречавања инвазије, британски разарачи, подморнице и авиони допунили су минска поља дуж источних британских обала, и почев од јула, полагали су офанзивна минска поља испред холандске, белгијске и северне француске обале, а у августу испред Бреста и подморничких база у Бискајском заливу. Како су разарачи и подморнице претрпели знатне губитке при вршењу ових задатака, то је даље полагање мина препуштено углавном авионима обалске и бомбардерске авијације, који су од јула 1940. до јуна 1941. полагали нова офанзивна минска поља испред холандске, белгијске и француске обале. У међувремену је британска бомбардерска авијација поставила мине испред поморских база у Немачкој (нарочито испред Кила и ушћа Елбе). У пролеће 1941. појачано је полагање мина испред немачких поморских база у Бресту и Бискајском заливу у коме су учествовале поред авиона и британске подморнице. Поред тога, бомбардерска авијација постављала је мине у западном делу Балтика, где су постигнути врло добри резултати.
У овој фази Британци су применили нову тактику - уместо полагања нових минских поља, мењали су састав постојећих комбиновањем разних врста мина, чиме су Немцима знатно отежали чишћење.
Немачки ратни бродови и помоћне крстарице продужили су и у овој фази нападе на поморски саобраћај на Атлантику, због чега је британска морнарица била принуђена да за пратњу сваког конвоја, кад год је то могуће, одређује по један бојни брод или крстарицу из састава Домовинске флоте, која због тога није могла да успешно врши блокаду између британских острва и Гренланда. Поред тога, највећи део лаких поморских јединица и обалске авијације и известан број крстарица и рибарских бродова из састава Северне патроле били су упућени на југ ради појачања снага у Ламаншу и дуж југоисточне обале. Због тога британска ратна морнарица није била у стању да спречава продоре немачких ратних бродова у Атлантик.
Немачки бојни бродови и крстарице су од октобра 1940. до јуна 1941. у неколико махова продирали у Атлантик и тамо успешно нападали британске конвоје и бродове. Крстарица Admiral Scheer, која се од 23. до 30. октобра неопажено пробила кроз Северно море и Дански пролаз (између Исланда и Гренланда), крстарила је по северном и јужном Атлантику и Индијском океану до 1. априла 1941; пошто је потопила 16 бродова са 99 059 тона, вратила се неометано у Немачку. Крстарица Hipper такође се пробила кроз Дански пролаз ноћу 6/7. децембра 1940, крстарила три недеље у рејону Азорских острва и потом се 27. децембра 1940. вратила у Брест. 1. фебруара 1941. поново је испловила у рејон Азорских острва, потопила 7 бродова са 32 806 тона и вратила се у Брест 14. марта 1941.
Бојни бродови Scharnhorst и Gneisenau прошли су неопажено 23. јануара 1941. кроз Дански пролаз и затим по северном Атлантику заједно крстарили два месеца, избегавајући сукоб с британским ратним бродовима; потопивши 22 брода са 115 622 т, упловили су 22. марта 1941. у Брест. Да би спречили продор ових бродова из Бреста у Атлантик или њихов одлазак за Немачку, Британци су морали да ангажују знатне снаге Домовинске флоте и својих подморница за поморску блокаду Бреста и Бискајског залива. Истовремено је британска авијација нападала ове бродове у Бресту и оштетила их тако да нису могли предузети операције све до фебруара 1942.
У пролеће 1941. Немци су планирали снажну офанзиву бојних бродова и крстарица у којој би, поред Шарнхорста, Гнајзенауа и Хипера, учествовали нови бојни брод Bismarck и нова крстарица Prinz Eugen. Међутим, до ове велике офанзиве није дошло, зато што су бродови Шарнхорст и Гнајзенау били блокирани у Бресту, тако да је напад предузет само са бродовима Bismarck и Prinz Eugen.
18. маја испловили су из Гдиње Bismarck и Prinz Eugen. Британци су преко агентурне службе, били благовремено обавештени, па су 21. маја појачаним аероизвиђањем, открили немачке бродове у Корсфјорду, јужно од Бергена, а сутрадан су установили да су немачки бродови напустили Норвешку. Подузете су многобројне мере да се немачки бродови открију и нападну. У Данском пролазу, у ноћи 23/24. маја британска крстарица Suffolk открила је помоћу радара групу Bismarck, и затим је редовно слала податке о њеном кретању. У зору 24. маја на излазу из Данског пролаза, групу Bismarck су напали британски бојни крсташ Hood и бојни брод Prince of Wales. После краће борбе (од 05.53 - 06.13), Bismarck је успео да потопи британски бојни крсташ Hood и да оштети брод Prince of Wales, који се под заштитом димне завесе повукао из борбе. После тога, Bismarck, лакше оштећен, кренуо је смањеном брзином ка француској поморској бази Сен Назер, док је крстарица Prinz Eugen продужила покрет у Атлантик, одакле се 1. јуна неометано вратила у поморску базу Брест. Британски бојни брод Prince of Wales, крстарице Suffolk и Norfolk и бродови Домовинске флоте King George V, Repulse, носач авиона Victorious, 4 крстарице и 9 разарача кренули су у гоњење бојног брода Bismarck, док је ескадра „H“ из Гибралтара (бојни брод Renown, носач авиона Ark Royal, крстарица Shefild) упућена да пресретне бојни брод Bismarck и да му спречи повратак у француске базе. Поред тога, позвана су у помоћ из конвојске пратње 3 бојна брода (Rodney, Ramillies и Revenge). Иако је Bismarck у ноћи 24/25. маја био погођен торпедом једног авиона са носача Victorious, ипак је тај напад остао без тежих последица. Услед велике магле, упркос употреби радара, Британци су изгубили контакт с њим. Они су га поново открили тек 26. маја у 10,30 часова, 690 миља северозападно од Бреста. Убрзо затим у 17,30 часова стигла је крстарица Shefild и преузела одржавање контакта са бб Bismarck. Авиони са носача авиона Ark Royal успели су да у времену од 20,47 - 21,25 часова погоде бб Bismarck са 2 торпеда и да тешко оштете његов уређај за кормиларење. У 22,30 часова стигло је 5 британских разарача, који су у току ноћи вршили торпедне нападе, али без већег успеха. Изјутра 27. маја ватром британских бродова King George V и Rodney, Bismarck је тешко оштећен, а потом потопљен торпедима британске крстарице Dorsetshire око 400 миља западно од Бреста; спасено је само 110 људи.
Крстарењем бб Bismarck завршена је офанзива немачких ратних бродова на Атлантику која није дала очекиване резултате, пошто је од капитулације Француске до напада на СССР потопљен само 51 трговачки брод са 257.381 тоном.
Немачке помоћне крстарице, појачане са још 2 брода, постигле су веће успехе у овом периоду, јер су потопиле 86 трговачких бродова са 516.636 тона, уз губитак 4 помоћне крстарице.
У току јуна 1941. године британска морнарица успешно је извршила чишћење Атлантика од немачких помоћних бродова, који су тамо били раније упућени ради снабдевања ратних бродова и помоћних крстарица. Том приликом је уништено или заплењено 9 оваквих бродова, а тиме су уништене базе за даље офанзивне акције немачких површинских бродова на Атлантику.
Немачки торпедни чамци из поморских база у Холандији, Белгији и Француској продужили су и у овом периоду смеле нападе (нарочито ноћу) на британске бродове на Ламаншу и дуж источне обале. Благодарећи својој великој брзини и малој површини, они су представљали врло погодно средство за заседе и извођење торпедних напада, као и за полагање мина, тако да су стално угрожавали британску обалску пловидбу и конвоје за све време од јула 1940. године до марта 1941. године, када британска ратна морнарица није располагала одговарајућим противсредством, нарочито брзим ескортним и обалским бродовима. Међутим, почев од априла 1941. године, дејство ових чамаца знатно је умањено ступањем у акцију британских моторних бродова и моторних чамаца. Од капитулације Француске до напада на СССР немачки торпедни чамци потопили су укупно 33 брода са 67 923 тоне.
Немачка авијација продужила је у овом периоду појачано дејство против британских поморских комуникација и база. Бомбардерска авијација је вршила нападе на конвоје, поморске луке и пристаништа у зони британских острва и на Ламаншу, док су бомбардери FW200 (са база код Бордоа) крстарили према западу до крајњих граница радијуса дејства, садејствујући немачким подморницама на западним прилазима британским острвима и даље према западу. Специјална група авиона Junkers Ju-88 и Heinkel полагала је мине у обалским водама британских острва и у зони Ламанша. Немачки авиони су у јулу 1940. године главним снагама нападали конвоје на Ламаншу и на источној обали Енглеске. Да би појачали противваздушну одбрану обалских конвоја, Британци су предузели низ мера: увели су покретне балонске запреке (балони издигнути на малим бродовима); сваком трговачком броду за време проласка кроз Ламанш додељивали су по 2-3 екипе морнара са противавионским оружјем; смањили су конвоје од 25 на 12 бродова; за пратњу конвоја увели су нове разараче типа Hunt са бољим противавионским наоружањем и појачали су заштиту конвоја како с мора тако и из ваздуха.
Немачки бомбардери великог радијуса дејства FW200 отпочели су у августу нападе на конвоје у Ирском мору, као и западно и северозападно од Ирске, док су немачки хидроавиони у исто време вршили торпедне нападе на британске обалске конвоје. Ови напади продужени су са већом или мањом жестином и у току следећих месеци 1940. и првих месеци 1941. године. У периоду април-јун 1941. немачки бомбардери су нападали и конвоје који су пловили у правцу Гибралтара. Услед овога конвоји су били приморани да плове нешто западније, али су тада изашли из заштитне зоне британских авиона са база на Гибралтару и на британским острвима.
У периоду новембар 1940-јун 1941. године немачка авијација је у британским обалским водама извршила 9.553 дневна и 4.020 ноћних полетања (потопила је 30 бродова дању и 47 бродова ноћу), док је британска ловачка авијација за то време имала 27.296 дневних и 56 ноћних полетања. Од капитулације Француске до напада на СССР немачка авијација је потопила 389 британских бродова са 1.082.270 тона. Овако велик успех, немачка авијација постигла је зато што Велика Британија у прво време није имала довољно ловачких авиона и противавионских оруђа, нити погодну организацију противваздушне одбране у територијалним водама и на поморским комуникацијама. Међутим, велики британски напори у организовању ПВО ипак су уродили плодом, тако да је почетком јуна 1941. године опасност од немачких напада из ваздуха била знатно умањена - ловачка авијација је успешно штитила конвоје у обалским водама, док се сваком океанском конвоју давао по један ескортни брод са катапултом за избацивање ловачког авиона типа Hurricane. Поред тога, сваки прекоокеански конвој добио је непосредну ловачку пратњу од двомоторних ловаца (већег радијуса дејства) из састава обалске авијације, који су штитили конвоје испред западних прилаза у границама свог рејона дејства. Најзад, приликом напада на СССР, Немци су највећи део авијације упутили на Источни фронт, тако да су због тога губици британских бродова били знатно смањени.
Британска обалска авијација наставила је нападе на немачки поморски саобраћај и поморске базе, али без већих резултата. Половином јула 1940. Британија је одобрила потапање немачких трговачких бродова на Северном мору и испред норвешке обале, а 20. октобра и на Ламаншу и у Бискајском заливу, док је тек у марту 1941. дата општа дозвола да се у свако доба и на сваком месту могу нападати немачки или од Немаца контролисани бродови. Међутим, када је, у складу с британском директивом од 6. марта 1941, већи део обалске авијације пребачен на северозападне британске базе, тада је смањен број напада на немачку обалску пловидбу. Британска бомбардерска авијација продужила је нападе на немачке поморске базе и бродоградилишта, али је у циљу спречавања немачке инвазије у току септембра и октобра 1940. тежиште напада пренела на немачку десантну флоту у пристаништима Француске, Белгије, Холандије и северне Немачке. Када је опасност од инвазије отклоњена, бомбардери су наставили да нападају базе и бродоградилишта. У пролеће 1941. извршили су више напада на поморску базу Брест, где су се налазили немачки бојни бродови Scharnhorst и Gneisenau, али без већег успеха. Једино је 6. априла један британски авион торпедовао брод Gneisenau и толико га оштетио да је 8 месеци морао остати на оправци. Главни разлози за овај слаб успех британске авијације били су недостатак погодних авиона и бомби за нападе, недовољно искоришћавање торпеда, ангажовање бомбардерске авијације за друге задатке и недовољна обученост посада за напад на бродове.

## Закључак
И поред максималног залагања у нападу на савезнички поморски саобраћај, Немци нису постигли одлучујуће резултате, иако су до 1. јула 1941. године уништили 848 бродова (7.631.340 БРТ).
Подморнице су у потапању бродова постигле већи успех него сва остала средства заједно, премда је број ангажованих подморница био релативно мали, а њихове техничке особине остале непромењене (у односу на подморнице из Првог светског рата), док је, напротив, британска морнарица ушла у рат с новим средствима за борбу против подморница. Том британском преимућству Немци су вешто парирали изменом дотадашње тактике и усавршавањем средстава за напад. Међутим, Немци ипак нису успели да подморницама реше битку за Атлантик у року од 60 дана, како је Хитлер очекивао, јер су Британци располагали и средством за детекцију при слабој видљивости, па је, упоредо са порастом потопљене тонаже, растао и број потопљених подморница. Смањењу губитака у трговачким бродовима допринело је и увођење система сталне конвојске пратње после успостављања нових база на Исланду и Гренланду, повећање броја ескортних бродова и побољшање ПВО британских обалских вода и конвоја. Ситуација је, међутим, за Британију била још увек критична, јер је само једна петина потопљене тонаже била надокнађена новоградњама у британским и америчким бродоградилиштима; увоз је због тога морао бити ограничен на најнеопходније животне и ратне потребе, а расподела у земљи строго рационирана.
У току јуна 1941. године ситуација на Атлантику знатно се побољшала за Велику Британију. Услед напада на СССР ослабљене су немачке поморске и ваздухопловне снаге које су биле ангажоване у бици за Атлантик, јер је највећи део ваздухопловних снага упућен на Источни фронт, а известан број подморница упућен је у Фински залив и Баренцово море.
Авијација је у рату на мору, упоредо са повећањем свог радијуса дејства и побољшањем средстава за извиђање и напад, играла све већу улогу. Извиђање, напад на флоту при вожњи и у базама, полагање мина и разминирање неконтактних мина, тактичко садејство са бродовима и подморницама и, најзад, ПВО заштита флотних састава и јединица створили су од авијације неопходног савезника, али уједно и најопаснијег противника ратне морнарице. Због свега тога порастао је значај носача авиона, који ће се током рата развити у језгро великих ратних морнарица. Лоше последице недовољног броја ових бродова осетила је британска морнарица за време кампање у Норвешкој, док је немачка морнарица, која уопште није имала носаче авиона, постала свесна тог недостатка годину дана касније, када је за време гоњења бб Bismarck била немоћна да му помогне авијацијом.
Применом магнетских мина, и поред тога што су прве такве мине произвели Британци још крајем Првог светског рата, Немци су постигли изненађење које је могло имати веома тешке последице за Велику Британију. Магнетске мине су нанеле осетне губитке британском саобраћају. Британска морнарица је морала да ангажује огромна средства ради сузбијања опасности од мина. Али су Немци при употреби тог новог оружја учинили две озбиљне погрешке: прво - почели су да полажу мине пре но што су их произвели у довољном броју, и друго - полагали су мине не водећи довољно рачуна о потреби да се сачува тајност њиховог деловања. Тако се и могло догодити да Британци пронађу једну неоштећену мину на муљевитој обали Темзе, упознају се с њеним механизмом и предузму заштитне мере.
Крстарички рат био је успешан захваљујући добро организованом систему снабдевања на отвореном мору. Тиме је немачким бродовима омогућено да месецима крстаре по океанима и нападају савезнички саобраћај. То је изазвало издвајање флотних снага за борбу против крстарећих бродова и пружило повољније услове за дејство подморница. Британци су, међутим, успели да у знатној мери сузе оквире тог начина ратовања, када су, после потапања бојног брода Bismarck, у опсежним акцијама чишћења, уништили већи број бродова за снабдевање. Тако се и у овом рату поновило искуство из Првог светског рата: крстарице су имале успеха у почетку рата, док противник није стигао да се њима озбиљније позабави.
Од нових техничких проналазака у морнарици, највећи тактички значај имао је радар. Британска морнарица, која је имала усавршенији радар од немачког и ту предност задржала током читавог рата, била је у бољем положају од немачке морнарице, што је нарочито дошло до изражаја за време гоњења бојног брода Bismarck. Радар је флоти одузео могућност да сачува тајност марша ноћу или при слабој видљивости, а тиме је створио и услове за ноћне сукобе, који нису више, као у Првом светском рату, били случајни, краткотрајни и малобројни, него су представљали нормални вид борбе између ратних бродова.

## Ширење бојишта

### Све већа америчка активност
Британци су у јуну 1941. одлучили да обезбеде пратњу конвоја целом дужином пута кроз северни Атлантик. Британски Адмиралитет је 23. маја затражио од Краљевску канадску морнарицу да преузме на себе задатак за заштиту конвоја у западној зони и да образује базу за своје пратеће снаге у Сент Џонсу. Комодор Краљевске канадске морнарице Леонард В. Мари је 13. јуна преузео дужност заповедног комодора Њуфаундледских пратећих снага, под врховним заповедништвом команданта Западних прилаза из Ливерпула. Шест канадских разарача и 17 корвета, које је појачало седам разарача, три слупа и пет корвета Краљевске морнарице, је одређено за да прати конвоје од канадских лука до Њуфаунлденда, а затим до места сусрета јужно од Исланда, када би британске пратеће групе преузеле задатак.
До 1941. САД су узеле све више учешћа у рату, упркос својој званичној неутралности. Председник Рузвелт је априла 1941. проширио Панамеричку безбедносну зону скоро све до Исланда. Британска војска је окупирала Исланд када се Данска предала Немцима 1940; САД су убеђене да дају војску да смени британске трупе на острву. Амерички бродови су почели да прате савезничке конвоје у западном Атлантику скоро све до Исланда, и имали су неколико непријатељских сусрета са немачким подморницама. Након америчке објаве рата образоване су Средњоокеанске пратеће снаге од британских, канадски и америчких разарача и корвета.